# VALS生活型態量表

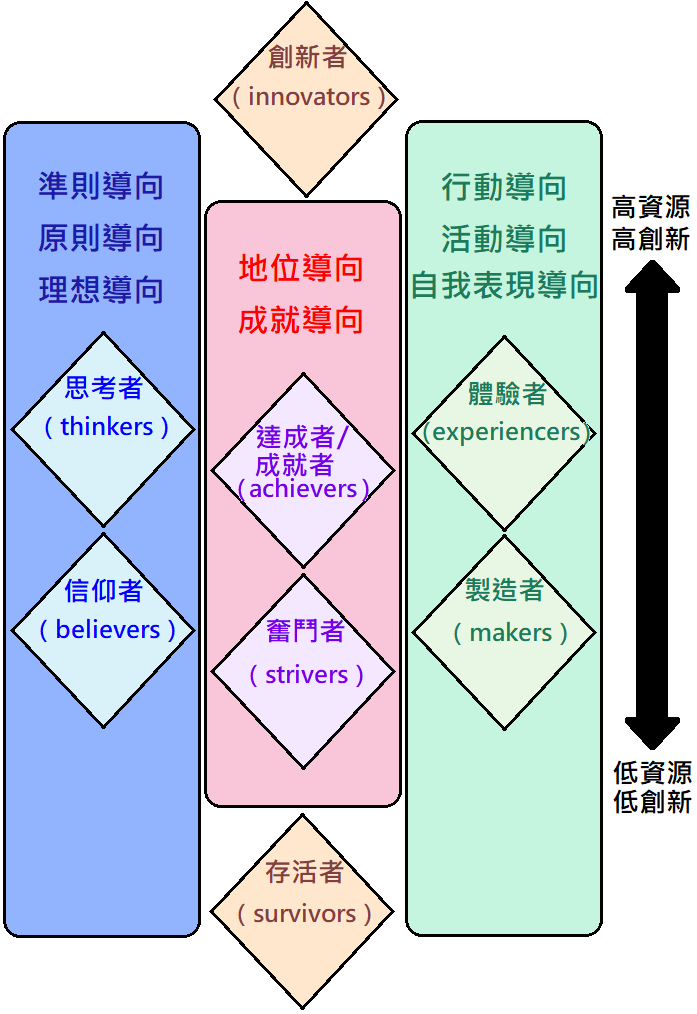
VALS生活型態量表的中文翻譯

VALS生活型態量表（英語：Values and Lifestyle Survey）是一種用於心理市场划分的專有研究方法。市場划分是指在指導公司定製其產品和服務，以吸引最有可能購買它們的人。

## 外部連結
- Strategic Business Insights Official website （页面存档备份，存于） (was formerly SRI Consulting Business Intelligence)